# Eremithallaceae
Eremithallaceae är en familj av svampar. Eremithallaceae ingår i ordningen Eremothallales, klassen Lichinomycetes, divisionen sporsäcksvampar och riket svampar.
| Eremithallaceae | \| \| Eremithallus \| \| \| \| |
|                 | \| \| Eremithallus \| \| \| \| |
|                 | Eremithallus                   |
|                 |                                |

|  | Eremithallus |
|  |              |